# Пам’ятний знак підпільній організації під керівництвом Ю. М. Козаченка

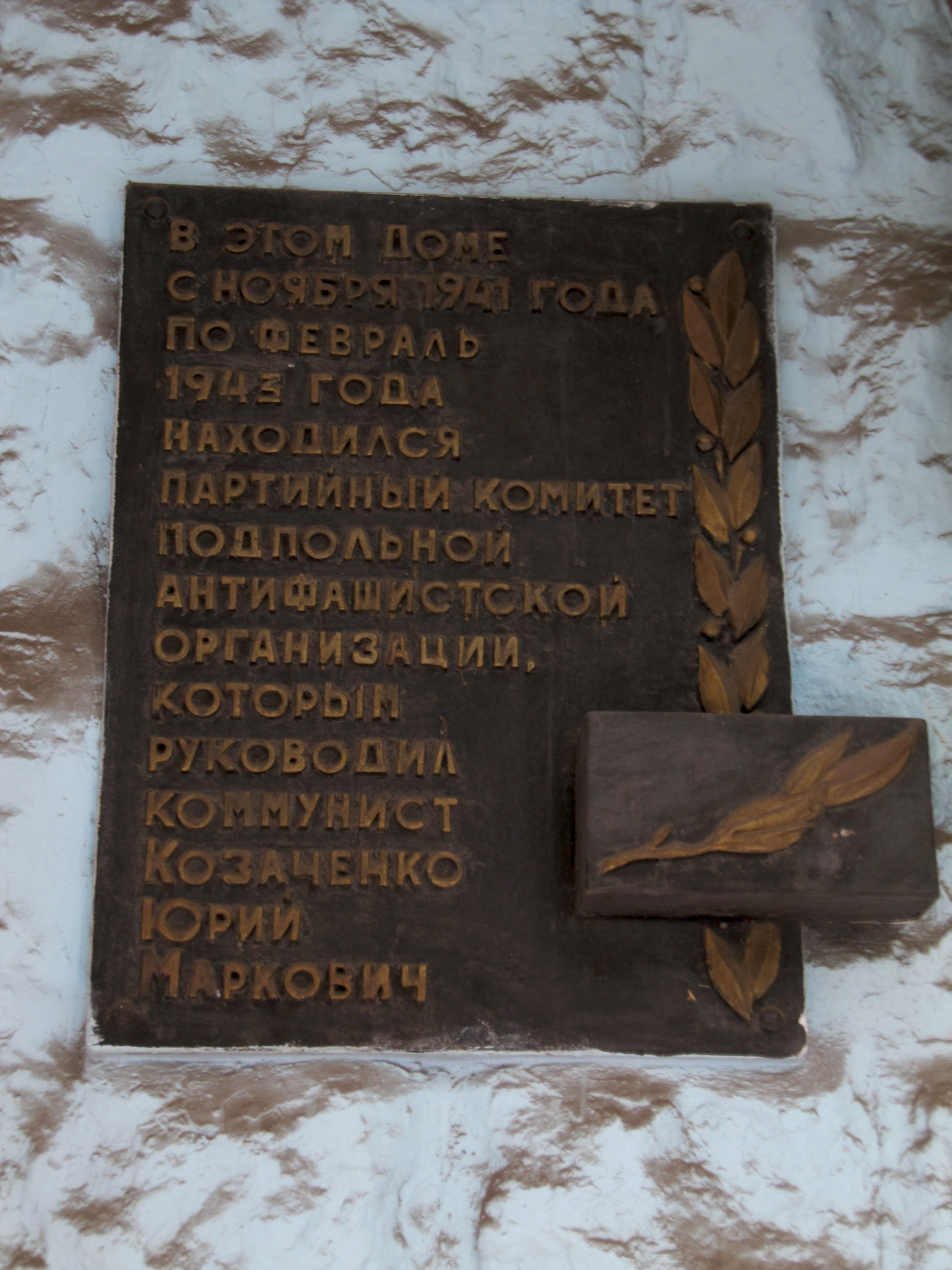

Пам’ятний знак підпільній організації під керівництвом Ю. М. Козаченка взятий на обліку 1990 р. Пам’ятка знаходиться в Металургійному районі, вул. СтепанаТільги (колишняРеволюційна),7.

## Передісторія
Козаченко Юрій Маркович (1911 – 27.06.1943) – керівник підпілля. Закінчив Криворізький педагогічний інститут. Викладав українську мову в СШ № 16. Створив літгурток, писав вірші. З липня 1941 р. учасник Другої світової війни у складі 147 стрілецької дивізії. У боях за Київ потрапив в оточення. Дістався Кривого Рогу, восени 1941 р. створив підпільну групу, що діяла на Соцмісті й на Довгинцево. Керував диверсіями, об’єднав кілька підпільних груп. Зазнав жорстоких тортур та був розірваний вівчарками у дворі гестапо. Ім’ям названа вулиця в Кривому Розі. Похований у парку залізничників у Довгинцівському районі (пам’ятка 1677).
У 1984 році на фасаді будинку № 7 по вулиці Революційній (сучасна Степана Тільги) у Дзержинському районі (сучасний Металургійний) була встановлена меморіальна дошка, напис на якій свідчить, що тут знаходився штаб і явочна квартира підпільників. 
Відповідно до рішення Дніпропетровського облвиконкому від 19.11.1990 р. № 424 споруду було взято на облік (№ 6314).

## Пам’ятка
Пам’ятний знак (меморіальна дошка) прямокутної в плані форми, розмірами 0,80х0,60 м, товщиною 2 см, закріплена вертикально на стіні будинку на висоті 2,0 м від рівня тротуару. На дошці об’ємними літерами в 15 рядків зроблено надпис російською мовою: «В этом доме / с ноября 1941 года / по февраль / 1943 года / находился / партийный комитет / подпольной / антифашистской / организации, которым / руководил / коммунист / Козаченко / Юрий / Маркович». З правогобоку від напису вздовж довгої сторони – об’ємна лаврова гілка. З цієї ж сторони на висоті 0,12 м від нижнього краю розміщено металевий паралелепіпед розмірами 0,30х0,15х0,05 м, на ньому теж об’ємна лаврова гілка – по діагоналі. Напис та лаврова гілка пофарбовані в бронзовий колір, дошка і паралелепіпед – в чорний. Стіна, на якій закріплено меморіальний знак, зроблена з каменів, лицева сторона яких багриста, пофарбована в білий колір. Територія перед будинком № 7 заасфальтована.